# Apel·la
Apel·la (en grec: Ἀπέλλα) va ser la popular assemblea deliberant de l'antiga Grècia a la ciutat estat d'Esparta, que correspon a l'ekklesia en la majoria d'altres estats grecs. Tots els ciutadans espartans de sexe masculí que havien completat els trenta anys tenien dret a assistir a les reunions, les quals, d'acord amb la constitució de Licurg, «han de celebrar-se en el moment de cada lluna plena dintre dels límits d'Esparta».

## Etimologia
La paraula es deriva del dòric apel·la (ἀπέλλα), el que significava paret o a prop dels animals. Segons Hesiqui d'Alexandria, els apel·lai (ἀπέλλαι), són les tanques, per extensió les pletes i d'aquí es va utilitzar per designar una assemblea. El festival apel·lai va ser, sens dubte, dedicat al déu Apol·lo (dòric formulari: Ἀπέλλων) i es va propagar pels doris a la Grècia Central, com es demostra per l'ús del mes apel·laios (Ἀπέλλαιος).
D'altra banda, la paraula apel·la està documentada en inscripcions del Gítion a Lacònia que daten de l'època romana on es troba en plural i en inscripcions de Delfos on s'usava en relació amb les cerimònies de les fraties.

## Constitució
La seva constitució no és ben coneguda. S'ignora l'edat mínima a partir de la qual el ciutadà espartà podia accedir-hi: la dels 20 anys -integració en l'exèrcit i admissió a les sissíties) o de 30 anys -possibilitat de fundar una família i d'ésser nomenat magistrat- és possible. S'ignora igualment la freqüència precisa de les seves reunions. La constitució d'Esparta evoca una reunió «d'estació en estació» en la confluència dels rius Eurotes i Enus. Una nota feta a Tucídides indica que la reunió era mensual, quan la lluna estava plena. Plutarc diu que el lloc destinat a acollir les sessions era entre Babica i Cnació i diu també que Cnació era conegut com a Enus a la seva època i era un riu, mentre Babica era un pont. Alguns estudis han suposat que el Cnació era el riu anomenat Enus, esmentat a les descripcions de la batalla de Selàsia el 222 i identificat amb el riu nomenat actualment Kelefina. Els intents d'explicar la paraula Babica etimològicament no han tingut èxit. Sembla que va tenir un paper força limitat, fins al punt que Aristòtil no va jutjar útil esmentar-la quan enumera els elements democràtics del règim d'Esparta. De fet, l'assemblea no té la iniciativa dels textos que vota. S'acontenta en escollir els èfors i el consell d'ancians o gerúsia, aprovar o no els textos que li són sotmesos per aquests últims així com pels reis.
L'Apel·la passa per ésser la dipositària de la sobirania de l'estat lacedemoni «en el sentit que el seu consentiment era necessari per emprendre qualsevol acció». És precisament l'obligatorietat d'aquest requisit el que explica una major aparició de l'apel·la respecte de la Bulé, a les narracions de Tucídides i Xenofont, sense que això signifiqui que d'aquesta institució emani la facultat de proposar i discutir els assumptes polítics. Al cap i a la fi és lògic que una guerra la declari o un tractat el signi «el poble lacedemoni», mentre els òrgans que l'han promogut, els que tenen el veritable poder efectiu, és a dir, la gerúsia i els èfors, romanen entre bastidors, ocupant un segon pla al relat de les nostres fonts. Així, l'Apel·la vota la participació en la guerra del Peloponès o la pau del rei, el 371 aC.
Una altra aproximació al funcionament de l'Apel·la a partir dels testimonis d'època clàssica, conclou que solament els reis, els ancians de la gerúsia i èfors tenien la capacitat de parlar en favor o en contra d'una proposició, sense que tinguem notícies de cap ciutadà privat li fos permès fer-ho. Al capdavall, l'Apel·la es presenta com un simple instrument per donar a conèixer les decisions prèviament adoptades per altres instàncies de l'aparell estatal lacedemoni, el paper del qual es limita a aprovar o rebutjar les mocions plantejades per la gerúsia, tal com afirma Aristòtil.

## Mode de sufragi espartà
Les decisions de l'Apel·la eren adoptades no per votació, com era de rigor en les altres polis gregues, sinó per aclamació: individus tancats en una estança, no lluny de l'assemblea, estimen el volum sonor dels clamors que acompanyen l'enunciat del nom del candidat -procediment que sembla «pueril» (παιδαριώδης / paidariôdês) a Aristòtil (Política, ii, 9) i que es presta fàcilment a la manipulació, tal com es recull del següent exemple extret de Tucídides: compta l'historiador atenès que en el debat per decidir si es declarava o no la guerra a Atenes el 432 aC., l'èfor Estenelaides, al·legant no distingir quina de les dues opcions predominava, va exigir als presents que s'escindissin en dos grups segons la seva opinió, amb el resultat que va triomfar contundentment la proposta bel·licista. Amb aquesta argúcia l'èfor, principal bastió d'aquesta causa, obligava als qui semblaven poc proclius al conflicte a afrontar l'amenaça de deshonra i covardia davant els seus conciutadans.
Sembla que en els primers temps, els reis -i possiblement els gerontes com a representants de l'organització tribal- tenien el dret de convocar l'Apel·la, presentar propostes -recomanades per la gerúsia- i després de la discussió, dissoldre l'assemblea. Les normes de la Gran Retra (Constitución espartana) fan de l'Apel·la un orgue que funcionava regularment i els membres de la gerúsia no necessitaven convocar-la. Sota aquestes circumstàncies quan es trobava l'Apel·la en un temps determinat i un lloc concret, els representants de la gerúsia tenien el deure de fer propostes davant el poble reunit i després que havien estat discutides, dissoldre al poble. El poble tenia el dret de donar la seva opinió sobre les propostes presentades i era el poble qui decidia si serien acceptades o rebutjades.